# Genrō

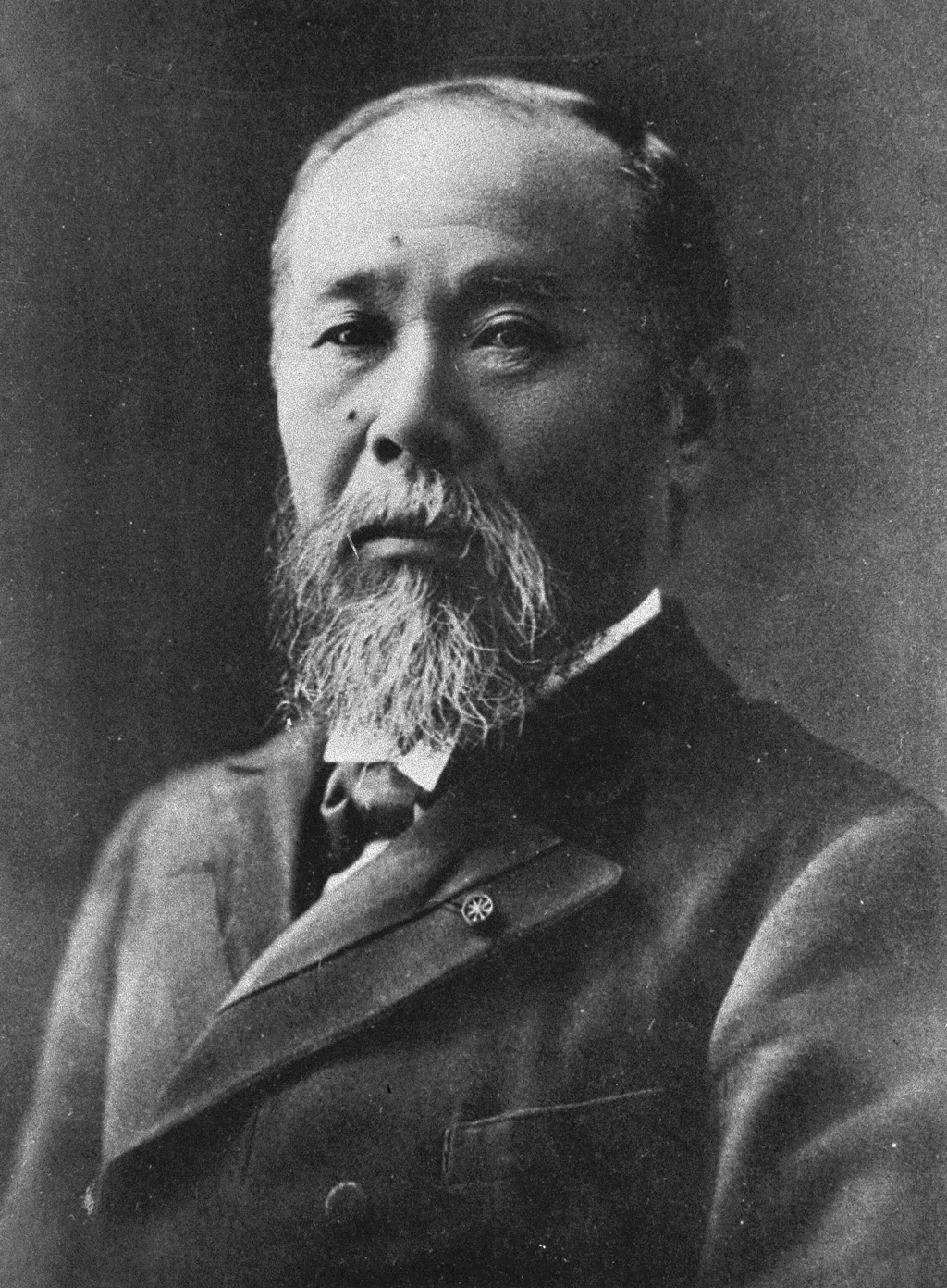
Itō Hirobumi, o primeiro dos genrō

O genrō ( 元老) foi uma designação não oficial dada a certos estadistas japoneses aposentados de prestígio, considerados como os “pais fundadores” do Japão moderno, e serviram como conselheiros informais do Imperador do Japão durante o Japão Imperial (1868 – 1945). 
A instituição dos genrō se originou como um predecessor do conselho tradicional dos seniores (Rōjū) estabelecido durante Xogunato Tokugawa (1603 – 1868); entretanto, o termo começou a se popularizar somente a partir de 1892. O termo era confundido ocasionalmente com a palavra Genrōin (Câmara dos seniores), um corpo legislativo que existiu entre 1875 e 1890; entretanto, o genrō não se estabeleceu ou se difundiu de maneira definitiva na cultura popular japonesa. 
Os líderes que participaram da Restauração Meiji foram selecionados pelo imperador Meiji com o nome de genkun (元勲), e atuavam como conselheiros imperiais. Com a exceção de Saionji Kinmochi, os genrō vinham de famílias de samurais de média ou baixa relevância, como os clãs Shimazu e Chōshū, dois dos mais antigos clãs que foram decisivos na vitória contra o antigo xogunato Tokugawa na guerra de guerra Boshin entre 1867 e 1868. Os genrō tinham o direito de escolher e nomear os primeiros-ministros para a aprovação do imperador. 
Os primeiros sete genrō foram antigos membros do Sangi (conselho imperial) que foi abolido em 1885. Também são conhecidos por alguns historiadores como a oligarquia Meiji, apesar que nem todos os oligarcas Meiji eram genrō.
A instituição acabou em 1940, com a morte do último genrō, Saionji Kinmochi.

## Lista de genrō

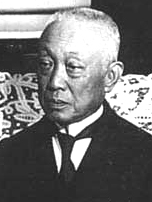
Saionji Kinmochi, o último dos genrō

- Itō Hirobumi (Chōshū)
- Kuroda Kiyotaka (Shimazu)
- Ōyama Iwao (Shimazu)
- Inoue Kaoru (Chōshū)
- Saigō Tsugumichi (Shimazu)
- Matsukata Masayoshi (Shimazu)
- Yamagata Aritomo (Chōshū)
- Katsura Taro (Chōshū)
- Saionji Kinmochi (Kuge)